# Machine à signer

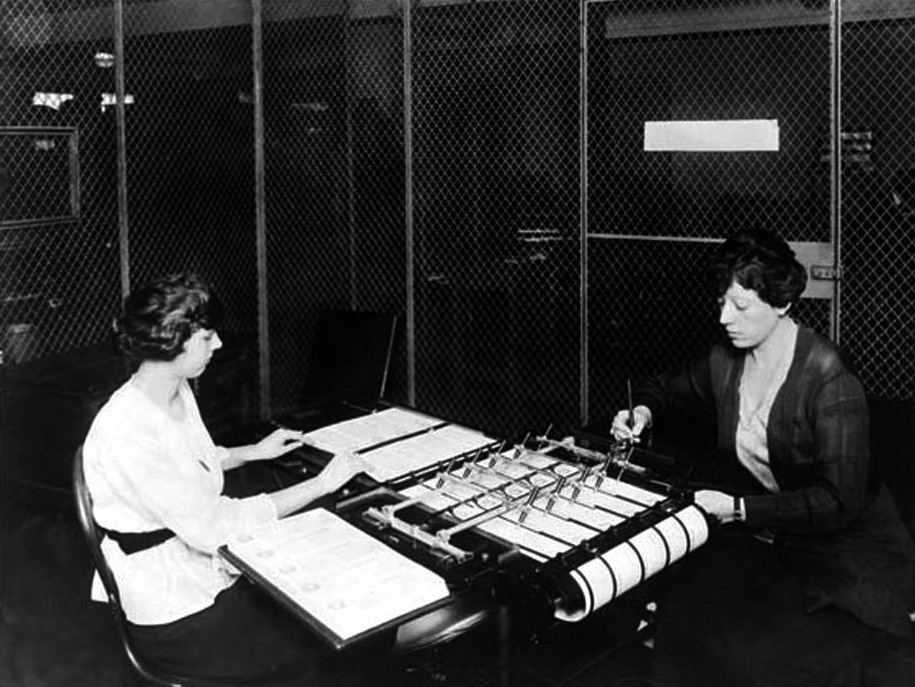
Des employées du gouvernement américain en train d'utiliser une machine à signer les chèques (1917).

La machine à signer est un automate servant à reproduire la signature (et par extension l'écriture manuscrite) d'un individu.

## Dans la culture
Différentes séries télévisées aux États-Unis montrent des modèles anciens de machines à signer américaines, par exemple :
- Commander in Chief, saison 1, épisode 7 (« Une Présidence volée ») ;
- Les Experts : Miami (CSI: Miami en version originale), saison 3, épisode 17 (« En plein vol ») ;
- Une machine à signer contemporaine est utilisée dans la série Baron noir, saison 1, épisode 7 (« Pianoforte »).

## Galerie

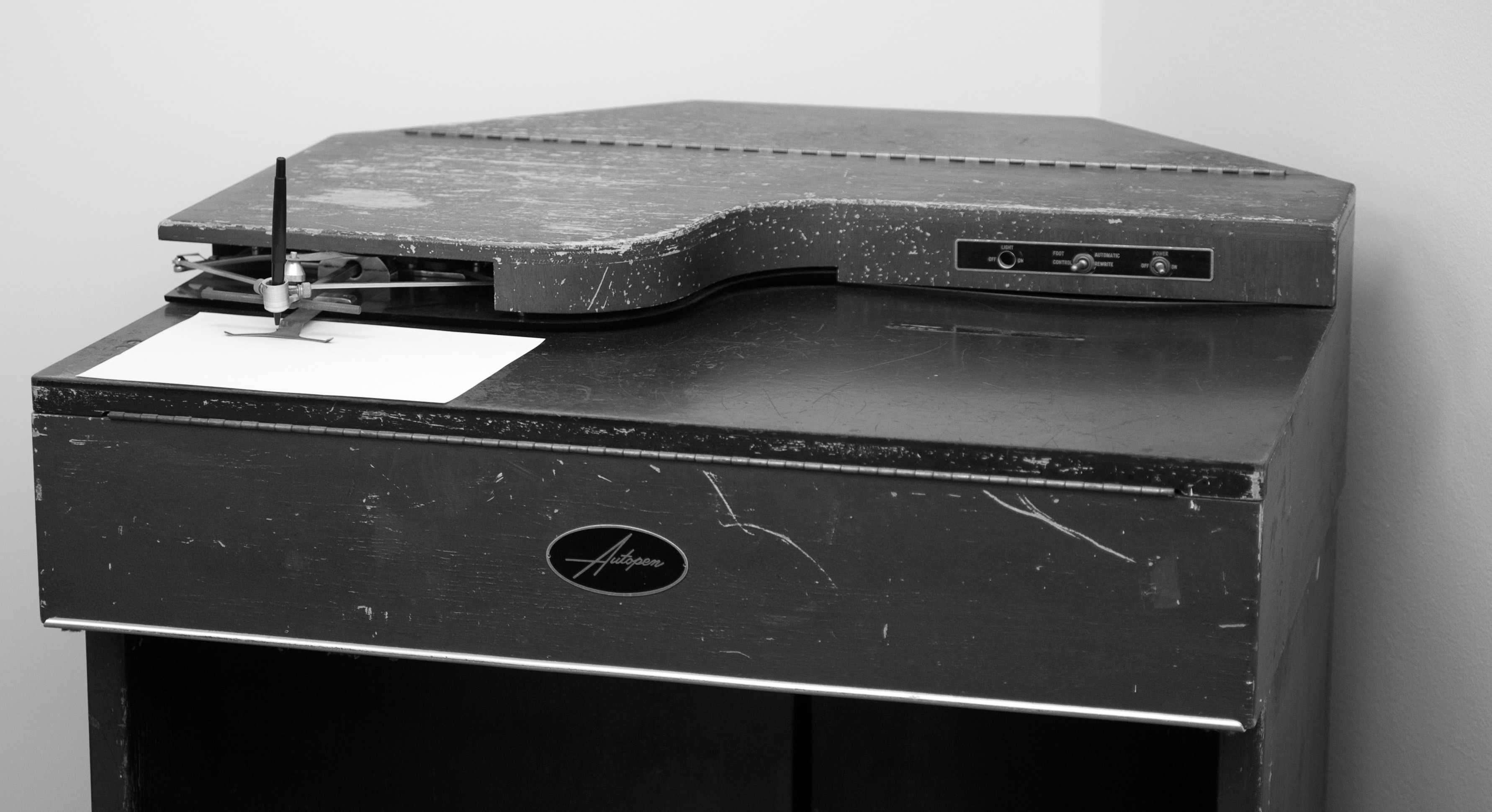
Autopen model 50[1] de l'International Autopen Company (années 1950).
Fonctionnement rotatif de l'Autopen avec son disque-came.
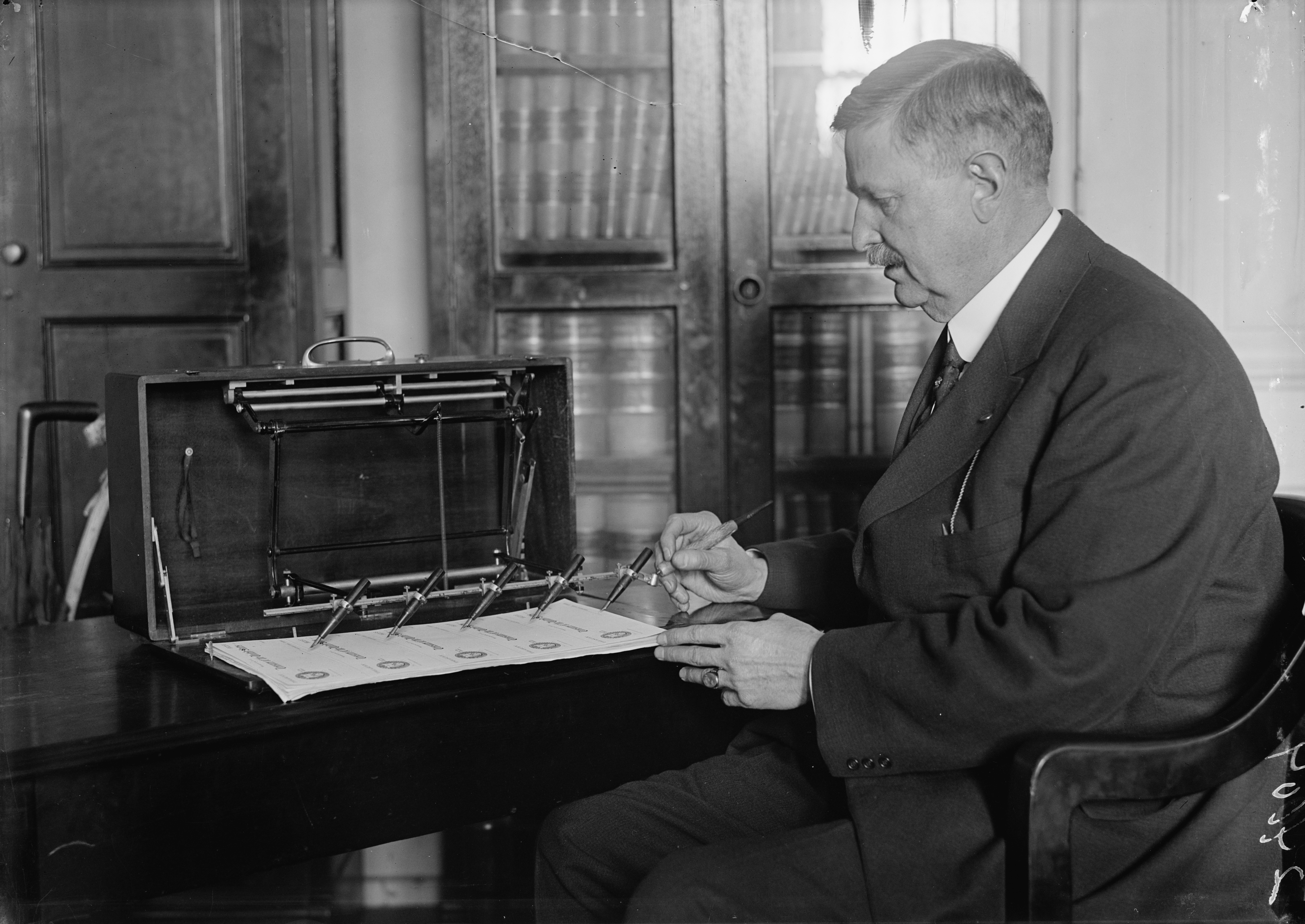
Machine à signer les chèques au département du Trésor des États-Unis (1918).